# Filmproductiemaatschappij
Een filmproductiemaatschappij is een bedrijf dat geleid wordt door een of meer filmproducenten. Doorgaans is de firma de producent van een filmproductie, maar ook kan de firma als uitvoerend productiehuis worden gebruikt.

## Taken
De firma kan een regisseur bij een scenario zoeken of een scenario bij een regisseur. Ook kan de regisseur met een scenario bij een producent komen. 

### Financiën
Tegelijk met deze voorbereidingen wordt naar de financiële haalbaarheid gekeken en naar financiële middelen gezocht. Dit kan bij diverse (film-)fondsen, maar ook bij diverse geldschieters, al of niet met commercieel oogmerk. In Nederland en België is het, anders dan in Hollywood en "Bollywood", een van de grootste problemen van een producent om de financiering van een film rond te krijgen. Hier kennen we niet de cultuur van de rijke studio's. Dankzij de inmiddels afgeschafte cv-constructie (die het in Nederland fiscaal aantrekkelijk maakte om in films te beleggen) konden veel Nederlandse films gemaakt worden. Meestal wordt een film op voorhand al verkocht aan een omroep, die al dan niet co-producent wordt, om de dekking van de begroting te verkrijgen. Meestal zal de dekking ook verkregen worden door de filmproductiemaatschappij risico te laten dragen in de begroting. Dit betekent dat de kosten van de filmproductiemaatschappij pas worden gedekt als de film voldoende opbrengsten gaat genereren. Dit helpt enorm om de geldschieters ervan te overtuigen dat er niet over de begroting heen zal worden gegaan. Om het geheel voor alle partijen inzichtelijk te houden, wordt er meestal een aparte bv of cv opgericht, die al dan niet een dochteronderneming is van de hoofdmaatschappij.

### Team-samenstelling
Als het financiële plaatje rond is stelt de filmproductiemaatschappij een uitvoerend producent aan. Deze huurt een productieleider in, die op zijn beurt het productieteam opzet. Vervolgens wordt de filmcrew samengesteld door het productieteam op basis van de wensen van de regisseur (regisseuse). Hij of zij kiest een D.O.P. (Director Of Photography) en een artdirector. De D.O.P. stelt zijn Technische team samen, en de artdirector zijn creatieve team.

### Tijdens de productie
Tijdens het verloop van de productie zal de producent, in nauw overleg met de uitvoerend producent, de grote geldstromen in de gaten houden. Als de productie in gevaar komt doordat bepaalde uitgaven te hard gaan, mag en zal de producent ingrijpen. De producent mag behoorlijk ver gaan in het nemen van drastische maatregelen, tot zelfs ingrijpen in het artistieke proces, als de financiële haalbaarheid van de productie in gevaar komt.

### Na de première
Als de film in première is gegaan zorgt de (uitvoerend) producent voor de 'wekelijkse' of 'maandelijkse' afhandelingen van de financiën, het bijhouden van de dagkoersen en de verdeling naar de juiste financiële bronnen.

### Afronding
Na een vooraf afgesproken periode wordt de balans opgemaakt van de productie en worden de laatste afrekeningen gedaan en de boeken gesloten. Hierna neemt de filmproductiemaatschappij meestal de vertonings- en uitzendrechten over van de cv of de (dochter-)bv.